# Champagneglas

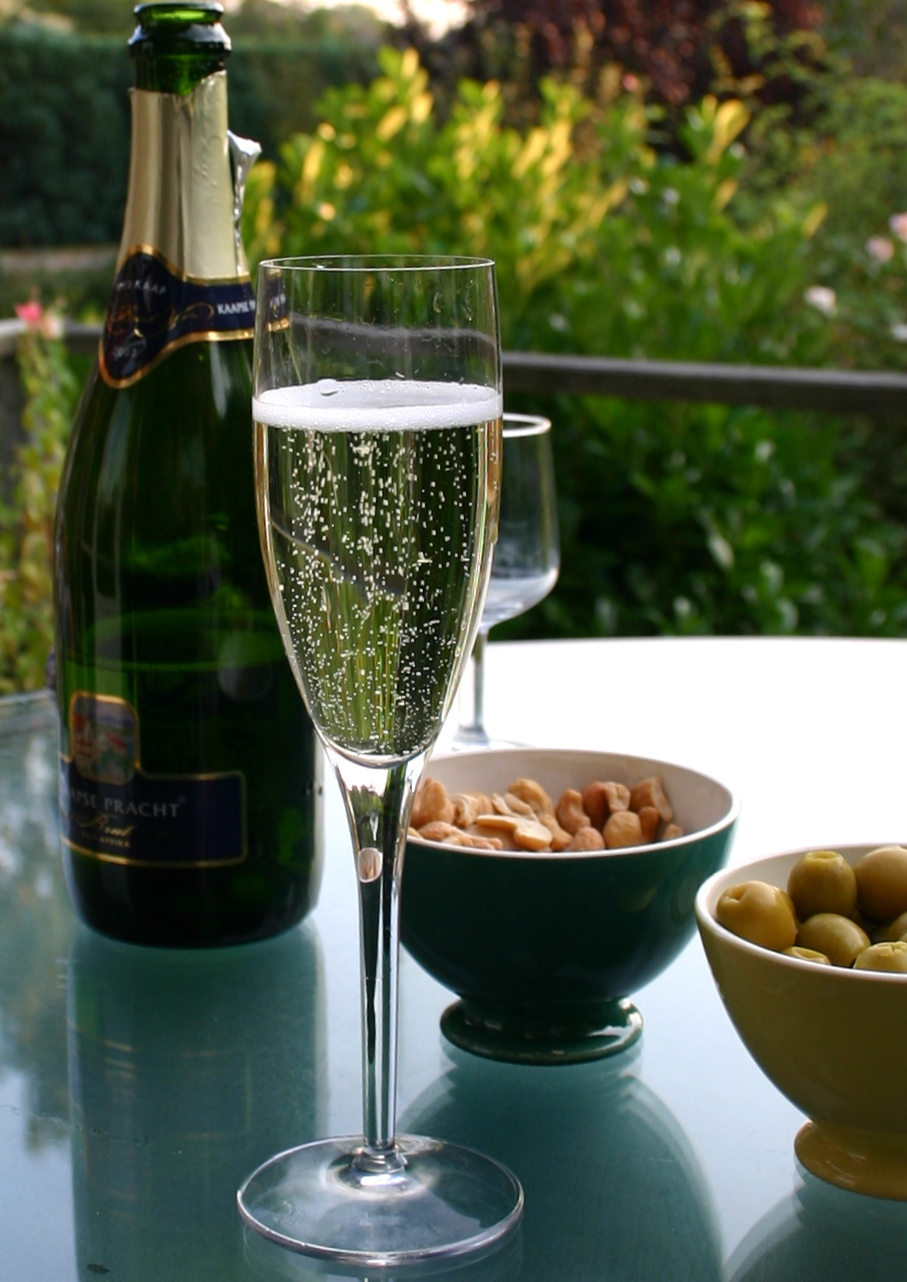
Champagneglas av typen flûteglas.

Champagneglas är servisglas (ett dryckeskärl) som används för att dricka champagne och andra mousserande viner. I likhet med andra vinglas består champagneglaset i allmänhet av tre delar: kupa, stjälk och fot. Stjälken finns för att göra det möjligt att hålla i glaset utan att vidröra kupan, vilket skulle leda till att vinet värms upp av kroppstemperaturen. Således anses det korrekta sättet att hantera ett champagneglas vara att hålla i stjälken eller foten, aldrig i kupan. Stjälken på champagneglas är av estetiska skäl ofta längre än på andra vinglas.
Champagneglas förekommer i tre huvudsakliga utföranden, där två är relativt lika varandra:

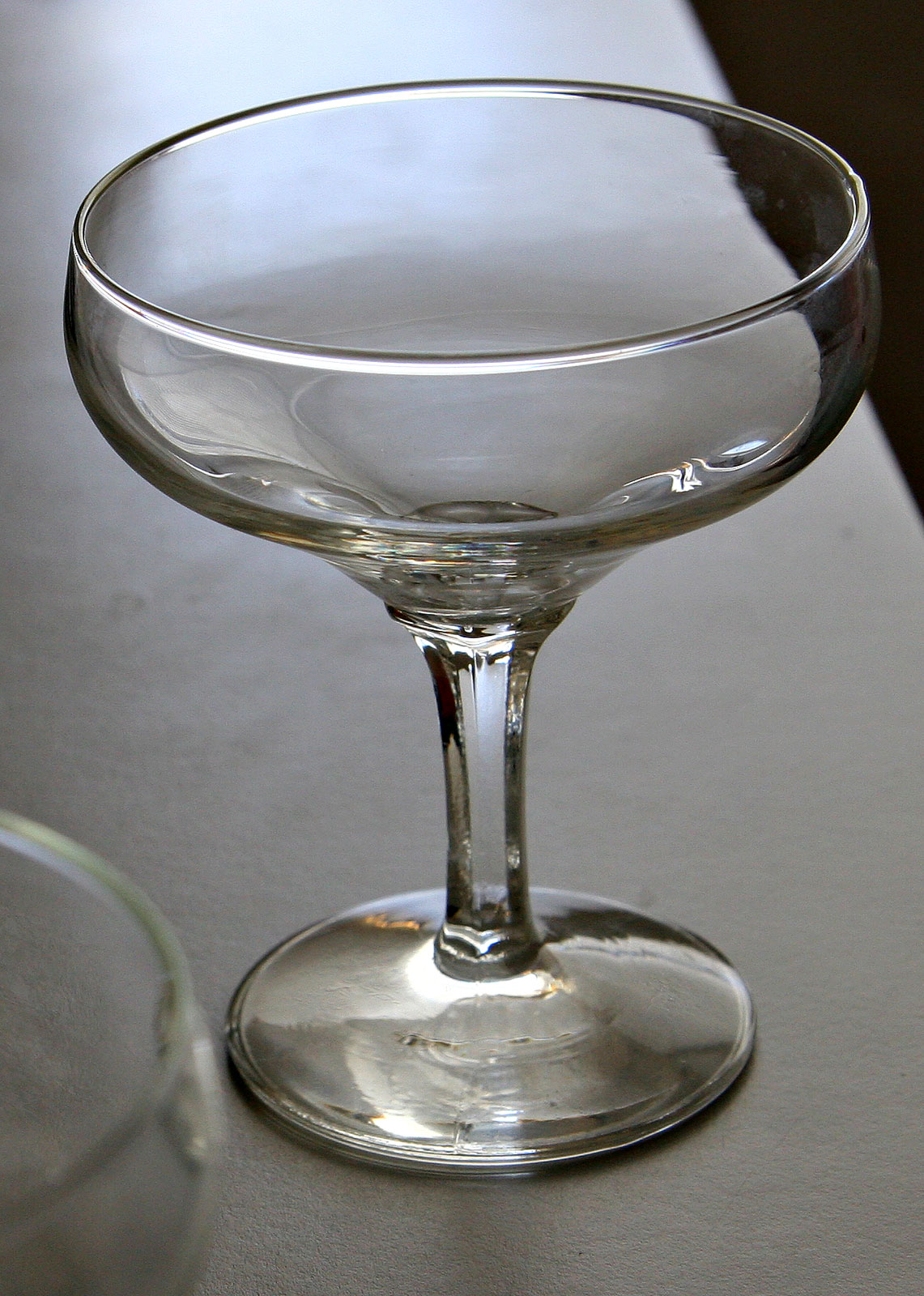
Champagneglas av typen coupeglas.

Champagneglas från 1700-talet.

- Coupeglas med bred, låg kupa. Denna glasform underlättar inte för champagnedrickaren att känna dryckens aromer, och anses idag mer lämplig för bål eller drinkar. Förr i tiden var det vanligare att servera champagne från denna typ av glas. Det finns en spridd myt att Coupeglas formats efter brösten på Marie Antoinette eller till och med den sköna Helena.[1] Som en blinkning till den myten lät restaurangen 34 Restaurant designern Jane McAdam Freud formge ett coupeglas efter supermodellen Kate Moss vänstra bröst.[2] Vid festliga tillfällen staplas ibland coupeglas i en pyramid (”fontän”), varpå champagne hälls i det översta glaset och får rinna ned i de lägre.
- Flûteglas, även champagneflöjt,[3] har smal kupa med i huvudsak raka sidor. Den lanserades på 1950-talet[1] och kan vara den vanligaste typen av champagneglas och ser i de flestas ögon mest effektfyllt ut. Hos tyskspråkiga glastillverkare kallas denna typ av glas ofta för Sektglas eftersom de ofta anses mer lämpliga till unga och enklare mousserande viner.
- Champagneprovarglas med lägre och mer rundad kupa än övriga flûteglas. De är i form ofta en korsning mellan ett högt flûteglas och ett tulpanformat vinprovarglas. Champagneprovarglas är i första hand utformade för att dricka och prova mogna champagner, där mängden bubblor ofta är mindre, och där mognadsaromer kommit till, som kan vara svårare att uppfatta från ett högt flûteglas.